# Apogonia cribrata
Apogonia cribrata är en skalbaggsart som beskrevs av Lansberge 1879. Apogonia cribrata ingår i släktet Apogonia och familjen Melolonthidae. Inga underarter finns listade i Catalogue of Life.